# Mistrovství světa v plážovém fotbale 1996
Mistrovství světa v plážovém fotbale 1996 bylo 2. ročníkem MS v plážovém fotbale, které se konalo v brazilském městě Rio de Janeiro na pláži Copacabana v období od 30. do 4. února 1996. Účastnilo se ho 8 týmů, které byly rozděleny do 2 skupin po 4 týmech. Ze skupiny postoupily do vyřazovací fáze první a druhý celek. Vyřazovací fáze zahrnovala 4 zápasy. Brazílie postoupila do finále, ve kterém porazila Uruguay 3:0 a podruhé tak vyhrála mistrovství světa. Nováčky turnaje byly týmy Ruska, Dánska a Kanady.

## Stadion
Mistrovství se odehrálo na jednom stadionu v jednom hostitelském městě: Copacabana Beach Soccer Arena (Rio de Janeiro).
| Rio de Janeiro                  |
| ------------------------------- |
| Copacabana Beach Soccer Arena   |
| Kapacita: 10 000 Rio de Janeiro |

## Týmy
Na tento turnaj se nehrála žádná kvalifikace, týmy byly pozvány. Afrika, Asie a Oceánie nebyla zastoupena žádným týmem.
| - Severní, Střední Amerika a Karibik (CONCACAF) - USA - Kanada - Jižní Amerika (CONMEBOL) - Argentina - Uruguay |  | - Evropa (UEFA) - Dánsko - Itálie - Rusko - Hostitel - Brazílie |

## Skupinová fáze
| Vysvětlivky                                          |
| ---------------------------------------------------- |
| Týmy na prvních dvou místech postupují do semifinále |
| Vítěz zápasu je tučně zvýrazněn                      |

#### Skupina A
| Tým      | Z | V | R | P | VG | IG | +/− | B |
| -------- | - | - | - | - | -- | -- | --- | - |
| Brazílie | 3 | 3 | 0 | 0 | 24 | 5  | +19 | 9 |
| Uruguay  | 3 | 1 | 0 | 2 | 12 | 13 | −1  | 3 |
| Dánsko   | 3 | 1 | 0 | 2 | 10 | 16 | −6  | 3 |
| Kanada   | 3 | 1 | 0 | 2 | 12 | 24 | −12 | 3 |

| 30. ledna 1996 |       |        |                 |
| Uruguay        | 5 : 6 | Kanada | Pláž Copacabana |
|                |       |        | Pláž Copacabana |

| 30. ledna 1996 |       |        |                 |
| Brazílie       | 7 : 1 | Dánsko | Pláž Copacabana |
|                |       |        | Pláž Copacabana |

| 31. ledna 1996 |       |        |                 |
| Uruguay        | 5 : 3 | Dánsko | Pláž Copacabana |
|                |       |        | Pláž Copacabana |

| 31. ledna 1996 |        |        |                 |
| Brazílie       | 13 : 2 | Kanada | Pláž Copacabana |
|                |        |        | Pláž Copacabana |

| 1. února 1996 |       |        |                 |
| Dánsko        | 6 : 4 | Kanada | Pláž Copacabana |
|               |       |        | Pláž Copacabana |

| 1. února 1996 |       |         |                 |
| Brazílie      | 4 : 2 | Uruguay | Pláž Copacabana |
|               |       |         | Pláž Copacabana |

#### Skupina B
| Tým       | Z | V | R | P | VG | IG | +/− | B |
| --------- | - | - | - | - | -- | -- | --- | - |
| USA       | 3 | 3 | 0 | 0 | 14 | 9  | +5  | 9 |
| Itálie    | 3 | 2 | 0 | 1 | 14 | 9  | +5  | 6 |
| Rusko     | 3 | 1 | 0 | 2 | 8  | 10 | −2  | 3 |
| Argentina | 3 | 0 | 0 | 3 | 5  | 13 | −8  | 0 |

| 30. ledna 1996 |       |           |                 |
| USA            | 4 : 2 | Argentina | Pláž Copacabana |
|                |       |           | Pláž Copacabana |

| 30. ledna 1996 |       |       |                 |
| Itálie         | 5 : 1 | Rusko | Pláž Copacabana |
|                |       |       | Pláž Copacabana |

| 31. ledna 1996 |       |           |                 |
| Rusko          | 4 : 1 | Argentina | Pláž Copacabana |
|                |       |           | Pláž Copacabana |

| 31. ledna 1996 |       |        |                 |
| USA            | 6 : 4 | Itálie | Pláž Copacabana |
|                |       |        | Pláž Copacabana |

| 1. února 1996 |       |           |                 |
| Itálie        | 5 : 2 | Argentina | Pláž Copacabana |
|               |       |           | Pláž Copacabana |

| 1. února 1996 |       |       |                 |
| USA           | 4 : 3 | Rusko | Pláž Copacabana |
|               |       |       | Pláž Copacabana |

## Vyřazovací fáze
|  | Semifinále | Semifinále | Semifinále |  |  | Finále      | Finále      | Finále      |
|  |            |            |            |  |  |             |             |             |
|  |            | Uruguay    | 7          |  |  |             |             |             |
|  |            | USA        | 0          |  |  |             |             |             |
|  |            |            |            |  |  |             | Brazílie    | 3           |
|  |            |            |            |  |  |             | Uruguay     | 0           |
|  |            | Brazílie   | 12         |  |  |             |             |             |
|  |            | Itálie     | 4          |  |  | Třetí místo | Třetí místo | Třetí místo |
|  |            |            |            |  |  |             | Itálie      | 4           |
|  |            |            |            |  |  |             | USA         | 3           |

#### Semifinále
| 3. února 1996 |       |     |                 |
| Uruguay       | 7 : 0 | USA | Pláž Copacabana |
|               |       |     | Pláž Copacabana |

| 3. února 1996 |        |        |                 |
| Brazílie      | 12 : 4 | Itálie | Pláž Copacabana |
|               |        |        | Pláž Copacabana |

#### O 3. místo
| 4. února 1996 |       |     |                 |
| Itálie        | 4 : 3 | USA | Pláž Copacabana |
|               |       |     | Pláž Copacabana |

#### Finále
| 4. února 1996 |       |         |                 |
| Brazílie      | 3 : 0 | Uruguay | Pláž Copacabana |
|               |       |         | Pláž Copacabana |